# Le Plessis-Pâté
Le Plessis-Pâté ist eine französische Gemeinde mit 4107 Einwohnern (Stand: 1. Januar 2022) im Département Essonne in der Region Île-de-France; sie gehört zum Arrondissement Palaiseau und zum Kanton Ris-Orangis. Die Einwohner werden Plesséiens genannt.

## Geographie
Le Plessis-Pâté liegt etwa 28 Kilometer südlich von Paris. Umgeben wird Le Plessis-Pâté von den Nachbargemeinden Sainte-Geneviève-des-Bois im Norden, Fleury-Mérogis im Nordosten, Bondoufle im Osten, Vert-le-Grand im Süden und Südosten, Leudeville im Südwesten, Brétigny-sur-Orge im Westen und Saint-Michel-sur-Orge im Nordwesten.
Der Großteil der Luftwaffenbasis Base aérienne 217 Brétigny-sur-Orge liegt im Gemeindegebiet.

## Bevölkerungsentwicklung
| Jahr      | 1962 | 1968 | 1975 | 1982 | 1990 | 1999 | 2006 | 2011 |
| Einwohner | 467  | 622  | 1249 | 2719 | 2798 | 2926 | 3886 | 4158 |

## Sehenswürdigkeiten
- Kirche Notre-Dame-des-Victoires

## Persönlichkeiten
- Achille Libéral Treilhard (1785–1855), Jurist, Polizeipräfekt von Paris